# Backer-Inseln
Die Backer-Inseln sind eine Kette kleiner Inseln am Südende der Cranton Bay vor der Walgreen-Küste des westantarktischen Marie-Byrd-Lands.
Kartografisch erfasst wurden sie durch Vermessungen des United States Geological Survey und mithilfe von Luftaufnahmen der United States Navy zwischen 1960 und 1966. Das Advisory Committee on Antarctic Names benannte sie nach Walter K. Backer (* 1926) von der US-Navy, leitender Baumechaniker auf der Byrd-Station im Jahr 1967.